# Manfred Prasser

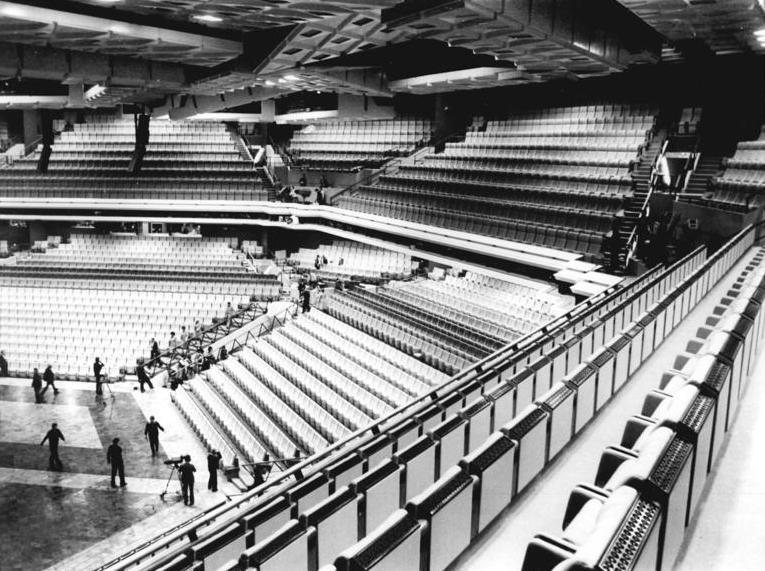
Prassers bekanntestes Werk: Der große Saal im Palast der Republik

Manfred Prasser (* 12. Juli 1932 in Chemnitz; † 20. März 2018) war ein deutscher Architekt und Ingenieur. Er war unter anderem beteiligt am Bau des Palastes der Republik, des Friedrichstadt-Palastes und an der Rekonstruktion des Schauspielhauses zum Konzerthaus Berlin.

## Leben
Prasser verbrachte seine ersten Lebensjahre in Kuhschnappel in der sächsischen Amtshauptmannschaft Glauchau. Nach dem Schulbesuch hatte Prasser eine Ausbildung zum Zimmermann absolviert und 1952 erfolgreich abgeschlossen, anschließend studierte er in Chemnitz an den Technischen Lehranstalten. Noch im selben Jahr wechselte er an die Fachschule für Bauwesen in Görlitz. Nach seinem 1954 erworbenen Abschluss als Bauingenieur arbeitete er für die städtische Verwaltung in Görlitz. 1955 ging er zur NVA in Cottbus, bevor er von 1956 bis 1960 als Architekt in das Zentrale Entwurfs- und Konstruktionsbüro des Ministeriums für Nationale Verteidigung eintrat. Von 1960 bis 1990 war er Architekt beim VEB Berlinprojekt, einem staatlichen Architektenkollektiv. In dieser Zeit war er an einigen bedeutenden Rekonstruktionsarbeiten, Neu- und Umbauten vor allem im damaligen Ost-Berlin beteiligt:
- Erste intensive Mitarbeit am Flughafen Leipzig-Halle unter Leitung des Baubeauftragten Erhardt Gißke.[1]
- 1964: Als in den Jahren 1962–1966 eine frühere Kleingartenfläche in der Storkower Straße zu einem Gewerbestättenkomplex umgestaltet wurde, waren viele Stadtplaner und Architektenkollektive beteiligt. Unter Mitarbeit von J. Härter und unter Prassers Leitung entstanden sechs- bis achtstöckige Bürogebäude samt betriebstechnischer und sozialer Einrichtungen, einer Ambulanz und vier Betriebsgaststätten.[2]
- 1967: Die Rekonstruktion der Jungfernbrücke sowie die Errichtung neuer Wohngebäude entlang der Friedrichsgracht wurden vom Kollektiv Heinz Graffunder und Manfred Prasser geplant und ausgeführt. Die Wohnhäuser in Plattenbauweise stellen ein Objekt mit Kleinstwohnungen dar, die sich in der Gestaltung an Mittelganghäuser anlehnen und deren Loggien durch kräftige Farben und Strukturen hervorgehoben sind.[3]
- Die Bau- und Ausführungspläne für den sechseckigen großen Saal des Palastes der Republik stammten von Manfred Prasser. Er integrierte höhenverstellbare Decken, schwenkbare Parkette, verschiebbare Wände und kubische Panoramen in den Saal.[4] Für diese Leistung erhielt er 1976 den Nationalpreis der DDR. Die Bühnentechnik war für damalige Verhältnisse weltweit einzigartig, wie aus der Beurteilung des Entwurfs durch das Baukombinat hervorgeht: „Das ist weltsensationell, aber das kann nicht mal Amerika bauen“.[5] Für diese Arbeit zeichnete ihn die DDR-Regierung mit dem Nationalpreis aus.
- Von 1979 bis 1984 war Prasser mitverantwortlich für die Rekonstruktion des Schauspielhauses in Berlin.[6] Er setzte durch, dass der Innenraum, der eigentlich im modernen Stil ausgestaltet werden sollte, im klassizistischen Stil errichtet wurde.[4] 
Bei den grundsätzlichen Gestaltungsfragen waren beim damaligen Kulturminister Hans-Joachim Hoffmann Vorstellungen, dass das Gebäude nach den alten Schinkelschen Plänen wieder entstehen sollte, zu überwinden. Prasser trat mit einer engagierten Meinung auf: „Wenn wir es nicht fertigbringen, etwas Eigenes, Unverwechselbares zu machen, das man nur hier findet und bei dem wir keine Angst vor der Courage haben, etwas Neues zu wagen, das eigentlich das Alte ist, kurz: wenn wir uns dem Zeitgeschmack anbiedern – dann, verehrter Herr Minister, könnt ihr hier eure DDR selber bauen, ohne mich!“ Der Minister ließ sich überzeugen und Prasser setzte damit unter anderem seine eigenen Ideen durch.[1] Für den kompletten Neubau des Schauspielhauses erhielt er 1984 erneut den Nationalpreis.
- Nachdem die DDR-Regierung den Neubau des Friedrichstadtpalastes beschlossen hatte, waren die Architekten des Berlinprojekts unter Federführung von Prasser mit der Planung und dem Bau beschäftigt, der von 1980 bis 1984 dauerte. Prasser selbst beurteilte seine Pläne so: „Ich baue hier keinen Larifari-Schuppen, von dem die Leute sagen: Guckt mal, das ist die kleinkarierte DDR“. Um die artistisch-künstlerischen Anforderungen für den Neubau bestens berücksichtigen zu können, studierte eine kleine Gruppe mit Gißke, Prasser und dem damaligen Intendanten des Friedrichstadt-Palastes, Wolfgang E. Struck die Revuetheater in Paris.[5]
- Das Grand Hotel an der Friedrichstraße, 1987 fertiggestellt, geht auf Pläne von Manfred Prasser zurück, auch das ebenfalls 1987 eingeweihte Domhotel (nach 1990 Hilton Berlin) am Platz der Akademie. Für diese Hotelbauten wurde er 1986 mit dem Schinkelpreis und ein Jahr später mit dem Goethepreis der Stadt Berlin ausgezeichnet.
- Die Passagen Friedrichstadt waren das letzte größere Projekt. Mitte der 1980er Jahre begann der Bau des sich über drei Straßenblöcke ziehenden Einkaufs- und Unterhaltungskomplexes an der Friedrichstraße – heute Standort der Quartiere 205, 206 und 207. Geplant war die Eröffnung 1992, nach der Wiedervereinigung erfolgte jedoch ein Baustopp und der Rohbau wurde 1991 abgerissen.[7]

Ab 1990 führte Manfred Prasser ein eigenes Architekturbüro in Berlin. Er plante und realisierte auch sein eigenes  Einfamilienhaus aus Holz im Oranienburger Ortsteil Zehlendorf. Hier lebte er die letzten Lebensjahre.
Manfred Prasser starb am 20. März 2018 in einem Krankenhaus, wie sein Sohn am 24. März der Öffentlichkeit mitteilte.

## Rezeption
Insgesamt war Prasser als Architekt während seiner aktiven Zeit über die Architektenkreise hinaus kaum bekannt, seine Bauwerke sehr wohl. So heißt es in einer Traueranzeige zu seinem Tod: „Mit seinem Großen Saal im Palast der Republik hatte er eine einmalige architektonische Kostbarkeit – eine Symbiose aus Technik, Farbe und Licht – geschaffen.“

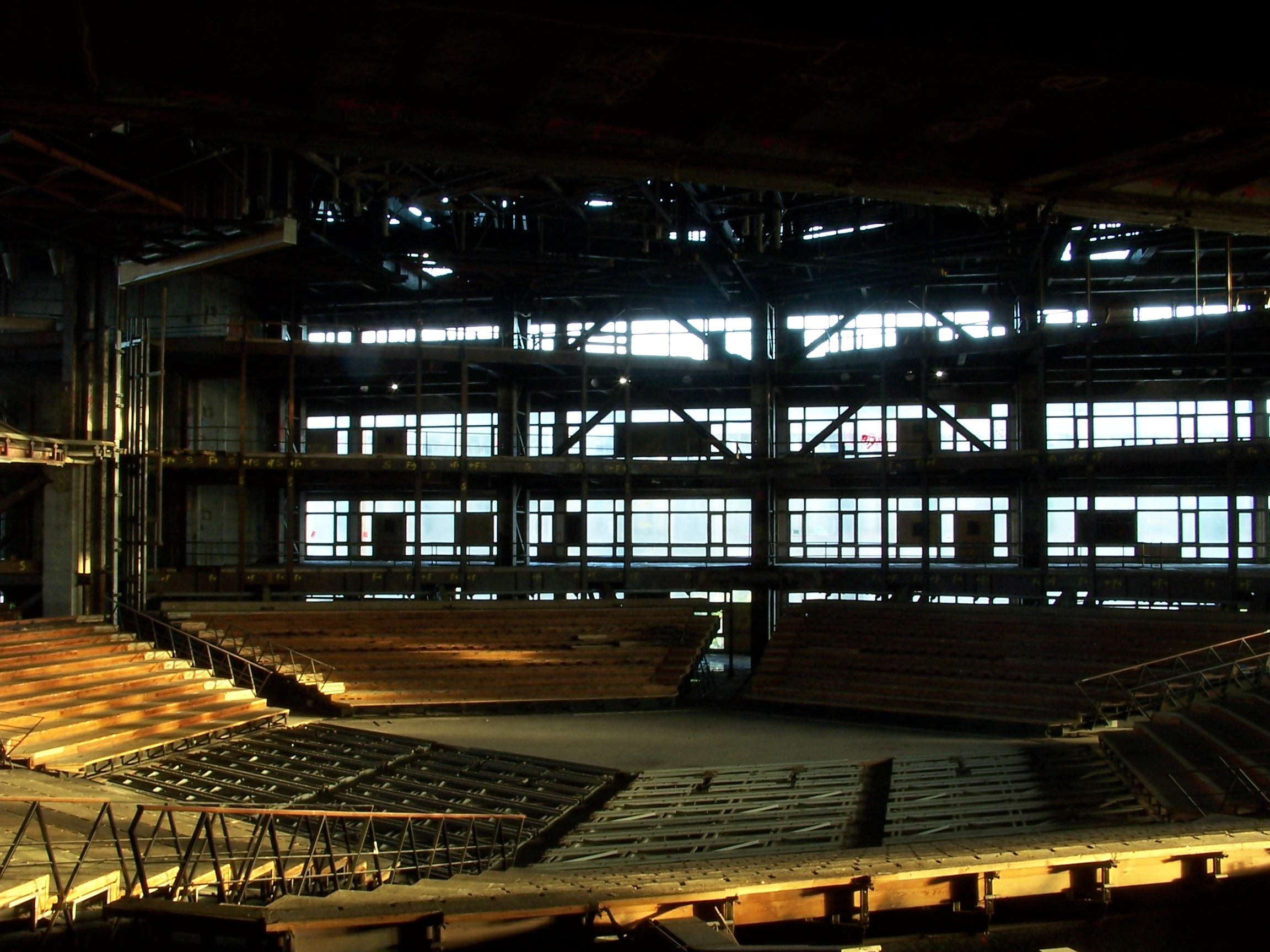
Multifunktioneller sechseckiger großer Saal im Palast der Republik beim Abriss (2006)

Zum Abriss des Palastes, den Prasser miterlebte, vertrat er die Auffassung, dass dies städtebaulich unsinnig gewesen sei, aber es handele sich um „knallharten Kommunistenhass“ und gewissermaßen um eine Retourkutsche zu Ulbrichts Abriss des Berliner Schlosses. Zum Projektanten der Schlossrekonstruktion, Franco Stella, hatte Prasser ein sehr zwiespältiges Verhältnis, wie folgende Aussage belegt: „Ich habe nichts gegen Architekten, die etwas Neues bauen wollen. Aber man kann keine Potemkinsche Fassade errichten und dahinter ein Stahlbeton-Skelett. Ein solches Schloss ist gesellschaftspolitisch und historisch, Entschuldigung, Scheiße. Wenn historisch, dann richtig“.
Auch den Abriss der angefangenen Friedrichstadtpassagen musste Prasser von seinem Bürofenster mitansehen, äußerte sich dazu jedoch nicht mehr öffentlich.